# Dossenheim-sur-Zinsel
Dossenheim-sur-Zinsel är en kommun i departementet Bas-Rhin i regionen Grand Est (tidigare regionen Alsace) i nordöstra Frankrike. Kommunen ligger i kantonen Bouxwiller som tillhör arrondissementet Saverne. År 2022 hade Dossenheim-sur-Zinsel 1 047 invånare.

## Befolkningsutveckling
Antalet invånare i kommunen Dossenheim-sur-Zinsel
| Referens: INSEE |